# David Douillet
Pour les articles homonymes, voir Douillet.
David Douillet, né le 17 février 1969 à Rouen (Seine-Maritime), est un judoka et homme politique français.
Il est l'un des judokas français les plus titrés de l'histoire. Il a évolué dans la catégorie des « poids lourds » et dans celle des « toutes catégories », la plus massive en judo. Son palmarès compte deux titres olympiques obtenus en 1996 à Atlanta et 2000 à Sydney. Il est aussi quadruple champion du monde (lourds en 1993, 1995, 1997, toutes catégories en 1995) et champion d'Europe (des lourds en 1994). Certaines de ses récompenses ont également été remportées en « toutes catégories », où aucune limite de poids n'est imposée.
Ses performances et son association avec l'opération caritative « Les Pièces Jaunes » en font une personnalité populaire pendant et après sa carrière ; il est à deux reprises la personnalité préférée des Français. Reconverti en homme d'affaires, puis en consultant sportif pour le groupe Canal+, il se rapproche progressivement du milieu politique. En 2009, il obtient de premières responsabilités au sein de l'UMP dont il intègre le bureau exécutif. À la fin de cette même année, lors d'une législative partielle organisée en raison de la déchéance de Jacques Masdeu-Arus, il est élu député dans la 12e circonscription des Yvelines.
Le 29 juin 2011, il est nommé secrétaire d’État chargé des Français de l'étranger. Le 26 septembre suivant, Chantal Jouanno ayant démissionné, il est nommé ministre des Sports. Il est réélu député lors des élections législatives de 2012 et battu à celles de 2017.

## Carrière sportive

### Débuts
David Douillet commence le judo à l'âge de 11 ans dans la commune de Neufchâtel-en-Bray (76) non loin de sa ville natale de Rouen. Disposant de qualités physiques exceptionnelles pour son âge (1,80 m et 80 kg à 11 ans), il suit les cours de Jacques Lemaître qui lui apprend les rudiments du sport. 
Grâce à ses performances et ses résultats scolaires, il intègre la section sport-études du lycée Île-de-France (aujourd'hui Lycée Victor et Hélène Basch) à Rennes. En 1986, il est remarqué à l'occasion d'une démonstration par Jean-Luc Rougé — premier judoka français champion du monde — qui lui fait intégrer l'INSEP à Paris ; il a alors 17 ans. « Il dépassait déjà les autres d'une tête et après l'avoir vu sur le tapis, je lui ai tout de suite réservé une chambre à l'INSEP, le centre d'entraînement de l'élite du sport français », relate Rougé. Licencié à Maisons-Alfort et s'entraînant dans le Bois de Vincennes où siège l'INSEP, il côtoie les meilleurs judokas français. Ainsi, il rencontre son idole Fabien Canu, double champion du monde à la fin des années 1980.
Deux ans après, il réalise de premières bonnes performances au niveau national en devenant champion de France juniors. Toujours en 1988, il monte sur la troisième marche du podium des championnats de France seniors, dans la catégorie des poids lourds (plus de 95 kg). De nouveau médaillé de bronze aux championnats de France en 1989, il obtient la même médaille quelques semaines auparavant lors des Championnats d'Europe juniors organisés à Athènes.

### Premiers Jeux olympiques
En 1990, il dispute les Championnats d'Europe par équipes, une compétition que la France termine au second rang du classement général final. À la fin de l'année, il s'illustre lors de la prestigieuse Coupe Jigoro Kano tenue à Tokyo. Il y atteint la finale qu'il perd face au triple champion du monde japonais Naoya Ogawa. L'année suivante, en janvier 1991, il remporte son premier titre de champion de France seniors en s'imposant en finale face à Georges Mathonnet, un autre espoir du judo français de deux ans son aîné. En vertu de cette victoire, il est sélectionné pour les Championnats d'Europe 1991, son premier championnat individuel senior. À Prague, en République tchèque, il obtient la médaille de bronze ne concédant une défaite que face au Polonais Rafał Kubacki. Quelques semaines plus tard, à Nîmes, il enlève deux médailles d'argent aux Championnats du monde militaires en s'alignant à la fois dans les catégories poids lourds et open (toutes catégories).
Conservant son titre national en 1992, il dispute les Championnats d'Europe organisés à Paris. À un peu plus de deux mois des Jeux olympiques, le rendez-vous européen permet de déterminer les qualifications et sélections nationales. Bien qu'éliminé dès le deuxième tour, il valide sa participation en obtenant la médaille de bronze par le biais des repêchages. En juillet, les Jeux se déroulent à Barcelone en Espagne. Il y hérite d'un parcours relevé puisqu'il doit affronter l'Allemand Henry Stöhr (à l'époque vice-champion olympique) et le Japonais Naoya Ogawa (quadruple champion du monde). Ne réussissant pas à porter une attaque franche sur le Français, Stöhr est disqualifié pour non-combativité. Un mouvement de jambes du Japonais Ogawa lors du combat suivant met ippon Douillet qui ne peut plus prétendre à l'or olympique. Repêché, il est opposé au Cubain Franck Moreno Garcia lors du combat pour la médaille de bronze. Réalisant un mouvement de jambes quelques secondes avant la fin du duel, David Douillet termine troisième et remporte sa première récompense olympique à 23 ans.

### Succès internationaux
En 1993, les Championnats du monde se déroulent à Hamilton au Canada. Troisième du Tournoi de Paris en début d'année puis vice-champion d'Europe à Athènes en mai, il aborde ambitieux les mondiaux. Vainqueur de l'Estonien Indrek Pertelson au premier tour, du Polonais Kubacki en demi-finale, il s'impose en finale contre le Géorgien David Khakhaleichvili, champion olympique en titre et favori, grâce à un waza-ari à une minute trente de la fin du combat,. Il prend ainsi sa revanche sur celui qui l'avait battu en finale des précédents Championnats d'Europe. Sacré champion du monde à 24 ans, il est le premier français lauréat du titre mondial dans la catégorie des poids lourds. Toujours dans cette catégorie, il devient champion d'Europe l'année suivante à Gdansk en Pologne en battant en finale le local Rafał Kubacki. Entretemps, en octobre 1993, il remporte le titre de champion d'Europe par équipes nationales à Francfort.
Dans l'optique des Jeux olympiques de 1996, les Championnats du monde 1995 tenus à Chiba au Japon constituent une étape obligatoire pour espérer participer au rendez-vous américain. Pour la première fois à ce niveau, il s'aligne à la fois dans la catégorie des poids lourds et celle des toutes catégories. Terminant chacun de ses combats par ippon, il conserve tout d'abord sa médaille d'or en poids lourds. Après le Nippon Naoya Ogawa, l'Espagnol Ernesto Pérez en demi-finale, il bat l'Allemand Frank Möller en moins de deux minutes lors de la finale. Il est le deuxième français conservant son titre mondial après Fabien Canu à la fin des années 1980. Trois jours après cette première victoire, il se qualifie en finale des toutes catégories et bat le Russe Sergei Kossorotov par une immobilisation au sol. Il devient le troisième judoka à réaliser ce doublé, les deux premiers étant Yasuhiro Yamashita en 1981 et Naoya Ogawa en 1989.

### Consécration olympique puis blessures
Sélectionné pour les Jeux olympiques de 1996 organisés à Atlanta, au Georgia World Congress Center, Douillet passe les premiers tours sans difficultés face au Belge Harry Van Barneveld, au Luxembourgeois Müller et à l'Autrichien Krieger. En demi-finale, il est opposé au Japonais Naoya Ogawa, ce même judoka qui l'avait battu au même stade du tournoi olympique de Barcelone quatre ans plus tôt. À l'issue d'un combat serré qualifié de « finale avant la finale » par le Français, il se qualifie pour la finale lors de laquelle il affronte l'Espagnol Ernesto Perez Lobo qui avait été battu par le Français lors des mondiaux de Chiba. À trois minutes de la fin de cette finale, Douillet réalise un uchi-mata — fauchage intérieur de la cuisse — en bordure de tapis jugé ippon. Il devient ainsi le second Français champion olympique des poids lourds, après Angelo Parisi aux Jeux de Moscou en 1980. Le jour-même, il reçoit sa médaille d'or des mains du Néerlandais Anton Geesink, champion olympique en 1964. Mais il a dû attendre 1997 pour se voir décerner la vraie médaille d'or olympique pourtant conquise l'année précédente. En effet, les organisateurs américains des Jeux d'Atlanta avaient interverti les cérémonies de remise des médailles des compétitions masculines et féminines. Ainsi, le Néerlandais Anton Geesink, champion olympique toutes catégories en 1964, remet au judoka français la médaille d'or destinée à la judokate chinoise Fuming Sun, championne olympique des poids lourds chez les femmes. Ce n'est qu'en 1997 à Paris, lors des Mondiaux 1997, que les différents acteurs sont une nouvelle fois réunis pour décerner les bonnes médailles cette fois-ci.
Le 30 septembre 1996, David Douillet est sérieusement blessé au mollet et à l'épaule droite dans un accident de moto. Malgré la convalescence et les huit mois de rééducation, il déclare trouver dans cette péripétie le moyen de se relancer après le contre-coup de sa médaille d'or olympique :
« Cet accident m’a redonné l’envie. Après Atlanta, j’avais l’impression d’avoir fait le tour. J’avais tout gagné... Puis, après l’accident, j’avais un nouveau challenge, celui de redevenir d’abord un athlète, puis un athlète performant. » Retrouvant son poids de forme estimé à 125 kg, il renoue avec la compétition des Jeux méditerranéens en juin 1997 à Bari. Il obtient une médaille d'or grâce à sa victoire en finale contre le champion d'Europe en titre, Selim Tataroğlu. Il retrouve ce même judoka en demi-finale des Championnats du monde organisés à Paris quelques mois plus tard. Qualifié pour la finale, il bat le Japonais Shinichi Shinohara par disqualification de ce dernier. Il égale ainsi dans l'histoire des mondiaux Yasuhiro Yamashita en remportant une troisième couronne mondiale chez les poids lourds, la quatrième de sa carrière. Cette victoire clôt une période marquée non seulement par son accident de moto mais aussi par les difficultés financières rencontrées par l'entreprise dont David Douillet est alors actionnaire. Toutefois, une douleur à l'épaule gauche l'écarte une nouvelle fois des tatamis après les mondiaux de Paris. De même, en août 1998, il est victime d'une entorse au poignet, une blessure qui l'écarte des compétitions plusieurs mois durant.

### Deuxième titre olympique avant la retraite
Après presque deux années marquées par les blessures et de nombreux forfaits, il est sélectionné pour les Championnats d'Europe 1999 se tenant à Bratislava en Slovaquie. Aligné uniquement en toutes catégories, il est battu en quart-de-finale par l'Espagnol Pérez puis en repêchages par le Néerlandais Dennis van der Geest, terminant donc à la septième place. L'année suivante, sont organisés à Birmingham les Championnats du monde 1999, étape essentielle à moins d'un an des Jeux olympiques d'été de 2000. Cependant, il doit déclarer forfait à deux jours de la compétition en raison d'une pubalgie. Malgré cette blessure, il réaffirme son objectif en déclarant à propos des Jeux : « Sydney ? Il faudrait qu’on me coupe une jambe pour que je n’y aille pas!»
Les mois qui suivent, sa préparation est cependant perturbée par de nouveaux problèmes physiques au dos. Il n'effectue ainsi sa rentrée qu'un mois et demi avant l'événement olympique lors d'une compétition à Bonn. Battu en demi-finale par l'Allemand Frank Möller, il prend la troisième place d'une compétition mineure mais essentielle pour envisager un retour au haut-niveau. Ce retour est jugé encourageant par son entraîneur Marc Alexandre mais il ne cache pas les inquiétudes quant aux retards accumulés dans sa préparation.
En dépit des doutes sur sa condition physique, David Douillet est présent à Sydney en Australie pour la cérémonie d'ouverture des Jeux olympiques. En effet, il est désigné porte-drapeau de la délégation française par le CNOSF succédant ainsi à l'athlète Marie-José Pérec. Une semaine après cette cérémonie, le 22 septembre 2000, se déroule le tournoi des poids lourds auquel David Douillet participe finalement. Après une première victoire par forfait, il affronte lors du deuxième tour le Turc Selim Tataroğlu, récent médaillé d'argent européen. Vainqueur par ippon grâce à un o-uchi-gari, il se qualifie pour les quarts-de-finale lors desquels il bat par disqualification le Belge Harry van Barneveld. Sortant vainqueur du combat face à l'Estonien Indrek Pertelson, il se qualifie pour la finale grâce à un ippon réalisé en moins d'une minute. Il y affronte le Japonais Shinichi Shinohara, double champion du monde l'année passée à Birmingham. Cette revanche des Championnats du monde 1997 tourne de nouveau à l'avantage du Français mais est marqué par une controverse. Une minute et trente secondes après le début du match, un mouvement de jambes est sanctionné d'un yuko en faveur de Douillet. Ce mouvement est contesté par le camp japonais estimant que Shinohara a contré le Français dans son attaque par un uchimata-sukashi. Ainsi, Yasuhiro Yamashita, l'entraîneur de Shinohara, proteste énergiquement après le combat estimant que son judoka méritait un ippon sur cette séquence, comme l'avait par ailleurs jugé un des trois arbitres. Sanctionné quelques secondes plus tard pour non-combativité, Douillet reprend l'avantage dans la dernière minute en bénéficiant d'un second yuko, un avantage définitif. En remportant un deuxième titre olympique d'affilée, David Douillet devient le judoka le plus titré de l'histoire lors des championnats internationaux : avec six titres internationaux majeurs (deux titres olympiques, quatre titres mondiaux), il dépasse le Japonais Yamashita (un titre olympique, quatre titres mondiaux) en activité dans les années 1970 et 1980. Par ailleurs, cette victoire marque la fin de la carrière de David Douillet qui annonce sa retraite sportive juste après la compétition.

## Popularité
Bien qu'il ne soit plus le judoka le plus médaillé aux Jeux olympiques depuis le troisième titre olympique du japonais Tadahiro Nomura en 2004, David Douillet conserve une place prépondérante dans les bilans mondiaux. Il est ainsi l'un des quatre judokas triples médaillés aux Jeux. Aux Championnats du monde, il est l'un des quatre judokas sacrés à quatre reprises, les trois autres étant les Japonais Naoya Ogawa, Shozo Fujii et Yasuhiro Yamashita (seul son compatriote Teddy Riner fait mieux avec onze titres). Son second titre olympique en 2000 lui vaut de recevoir le titre de « Champion des champions français » décerné par le quotidien sportif français L'Équipe, une deuxième récompense après celle similaire de 1996.
Il a fait, aussi, son entrée dans le dictionnaire Larousse en novembre 1997, une reconnaissance rare pour un sportif toujours en activité. La même année, le musée Grévin réalise sa statue de cire, une première pour un judoka français.
En 2005, il est l'un des porte-drapeaux de la candidature malheureuse de Paris 2012 pour l'organisation des Jeux olympiques dans la capitale française. De 1999 à 2003, il est membre du CLPD, Conseil de lutte et de prévention contre le dopage. Reconnu pour son palmarès au niveau international, il est l'une des quarante personnalités sportives membres de l'Académie des Laureus World Sports Awards (seul français avec Marcel Desailly).
De 1997 à 2009, David Douillet est parrain de l'opération caritative « Pièces Jaunes » organisée par la Fondation Hôpitaux de Paris-Hôpitaux de France, présidée par Bernadette Chirac. Après son deuxième titre olympique, il est nommé ambassadeur pour la jeunesse auprès de l'UNESCO en 2001. Ces actions participent à sa notoriété puisqu'il est, plusieurs années durant, l'une des personnalités préférées des Français. Autre signe de sa notoriété, il a sa marionnette dans l'émission satirique populaire Les Guignols de l'info diffusée sur Canal+.

## Reconversions

### Un homme d'images

#### Affaires
En 2018, David Douillet rejoint Finaxy Group, le 10e courtier en assurance français, spécialisé dans la protection d'entreprise et en assurances de niche.
Sa carrière sportive finie, David Douillet se reconvertit d'abord en chef d'entreprise. Avant sa retraite, celle-ci est mise à mal lorsque la société Travelstore, une agence de voyages dont David Douillet était actionnaire, connaît la faillite en août 1997 ; il se dit alors victime d'une escroquerie. Dans le cadre de cette faillite, il est néanmoins mis en examen en mai 2000 pour complicité et recel de banqueroute par détournement d’actifs. En 2002, un amendement de la loi d'amnistie est votée afin de l'étendre aux « personnes qui se sont distinguées de manière exceptionnelle dans le domaine sportif ». Selon certains médias, cette disposition aurait été prise pour amnistier David Douillet dans l'affaire Travelstore. L'ex-judoka dément et affirme « Moi, je n'ai pas besoin de l'amnistie, (...) j'ai confiance dans la justice », il dépose une demande de non-lieu.
Le 4 octobre 2018, il annonce qu'il va piloter le comité stratégique d'un fonds consacré au sport, créé par la société de capital-investissement 123 IM.

#### Sport
Il vend son nom à plusieurs marques de matériel sportif de remise en forme, des équipements pour le camping ou la randonnée ainsi que des kimonos sous la signature DD (Double D), et même à un jeu vidéo de simulation du judo, David Douillet Judo, ou encore à une piste de ski située aux Menuires.
Il est nommé au sein du comité directeur de la Fédération française de judo en 2005 et 2008,.
En mai 2017, il est candidat pour devenir le président du Comité national olympique et sportif français mais c'est Denis Masseglia qui est réélu pour un troisième mandat. Il s'est imposé avec 556 voix contre 385 à Isabelle Lamour et 54 à David Douillet.
Depuis octobre 2018, il dirige le comité stratégique de LinkSport, un nouveau fonds d'investissement créé par 123 Investment Managers et orienté « sport-santé-bien être ».

#### Télévision et radio
Après un passage au sein de sociétés de production de télévision et sur les chaînes du groupe France télévisions, David Douillet rejoint la chaîne Canal+ où il officie en tant que consultant judo. Il a auparavant acquis des droits de diffusion des compétitions comme le tournoi de Paris et les championnats du monde de judo. Il agit également dans la préparation des retransmissions d'événements comme les Jeux olympiques ou les 24 Heures du Mans sur la chaîne cryptée. En outre, il apparaît occasionnellement dans des spots publicitaires.
De décembre 2018 à juin 2019, il co-anime avec Sandy Heribert l'émission Sans se braquer sur Automoto La chaîne.
En 2019, il participe à la première saison de l'émission Mask Singer sur TF1. Il est déguisé en lion et est éliminé en demi-finale, le 6 décembre.
En 2020, il rejoint à la radio l'équipe des « Grandes gueules du sport », le week-end sur RMC.
En 2022, aux côtés de sa conjointe, il participe à la première saison de l'émission Les Traîtres sur M6.
En septembre 2022, il participe à la saison 12 de l'émission Danse avec les stars sur TF1, en duo avec Katrina Patchett. Il est éliminé dès le premier prime time.

### Émissions

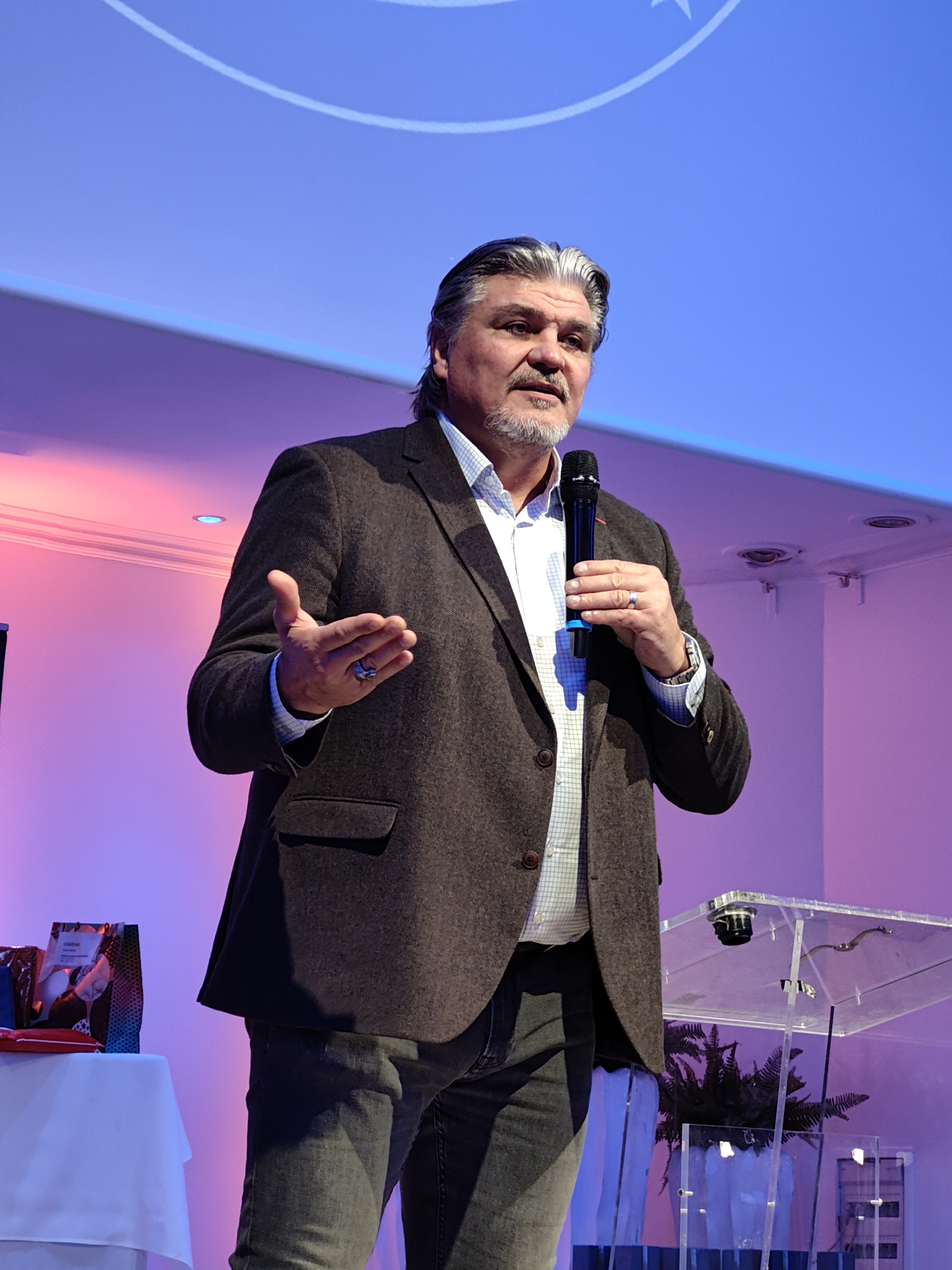
David Douillet lors d'une conférence en 2023.

- 2000 : Élection de Miss France 2001 sur TF1 : juré
- 2001 : Tout le monde se lève pour David Douillet sur TF1 avec Jean-Pierre Pernaut
- 2001-2002 : David contre Goliath sur France 2 : présentateur avec Daniela Lumbroso
- 2002-2008 : Qui veut gagner des millions ? sur TF1 : 4 participations
- 2003-2004 : Consultant sportif sur France Télévisions
- 2004-2008 : Consultant sur Canal +
- 2005 : Zone rouge sur TF1
- 2017 : Top Gear France sur RMC Découverte
- 2018 : Top Chef célébrités sur M6 : candidat
- 2019 : Saison 1 de Mask Singer sur TF1, sous le costume du Lion
- 2018-2019 : Sans se braquer avec Sandy Héribert sur Automoto
- 2020-2021 : Team David sur Automoto
- Depuis 2020 : Les Grandes Gueules du sport sur RMC
- 2022 : Les Traîtres saison 1) sur M6 : gagnant
- 2022 : Danse avec les stars (saison 12) sur TF1 : candidat.
- 2024 : J100 Paris 2024 sur RMC, animateur avec Marion Bartoli et Apolline de Malherbe

#### Cinéma
David Douillet tient un petit rôle dans le film Fallait pas !... réalisé par Gérard Jugnot en 1996. Il prête également sa voix à Goliath dans la version française du film d'animation Disney Frère des ours en 2003, mais il ne reprend pas son rôle pour la suite du long métrage, sortie directement sur vidéo. En 2003, sort le film Tatami, de Camille de Casabianca, une plongée dans l'équipe de France de judo où il apparaît en tant qu'entraîneur.

## Carrière politique

### Parcours
David Douillet s'investit en politique à partir de 2009.

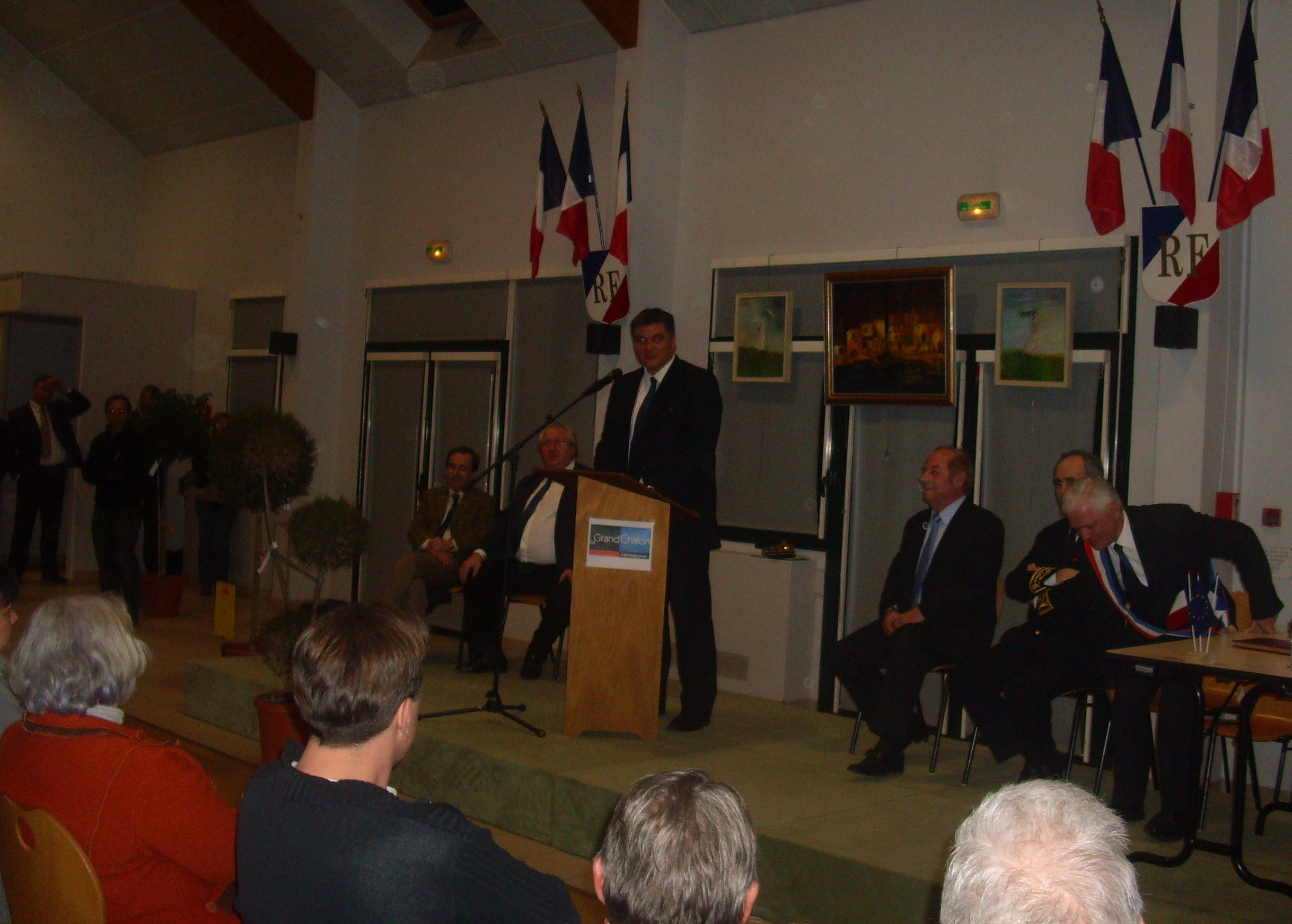
David Douillet, ministre des Sports, lors d'une réunion publique début 2012.

Le 4 mars 2009, il est nommé secrétaire national à la vie sportive de l'UMP. Le 10 septembre 2009, Valérie Pécresse, ministre de l'Enseignement supérieur et de la Recherche et présidente du comité UMP des Yvelines, annonce que David Douillet demande à être investi par l'UMP pour être candidat à l'élection législative partielle dans la 12e circonscription des Yvelines des 11 et 18 octobre 2009. Avec 52,10 % des suffrages exprimés au second tour, il est élu député face au maire socialiste de Poissy, Frédérik Bernard. À l'Assemblée nationale, il est membre de la commission du développement durable et de l'aménagement du territoire.
Le 21 mars 2010, il est élu conseiller régional d'Île-de-France pour le département des Yvelines sur la liste d'opposition UMP de Valérie Pécresse.
Le 29 juin 2011, il est nommé secrétaire d'État auprès du ministre d’État, ministre des Affaires étrangères et européennes, chargé des Français de l'étranger. Joël Regnault lui succède le mois suivant à l'Assemblée nationale.

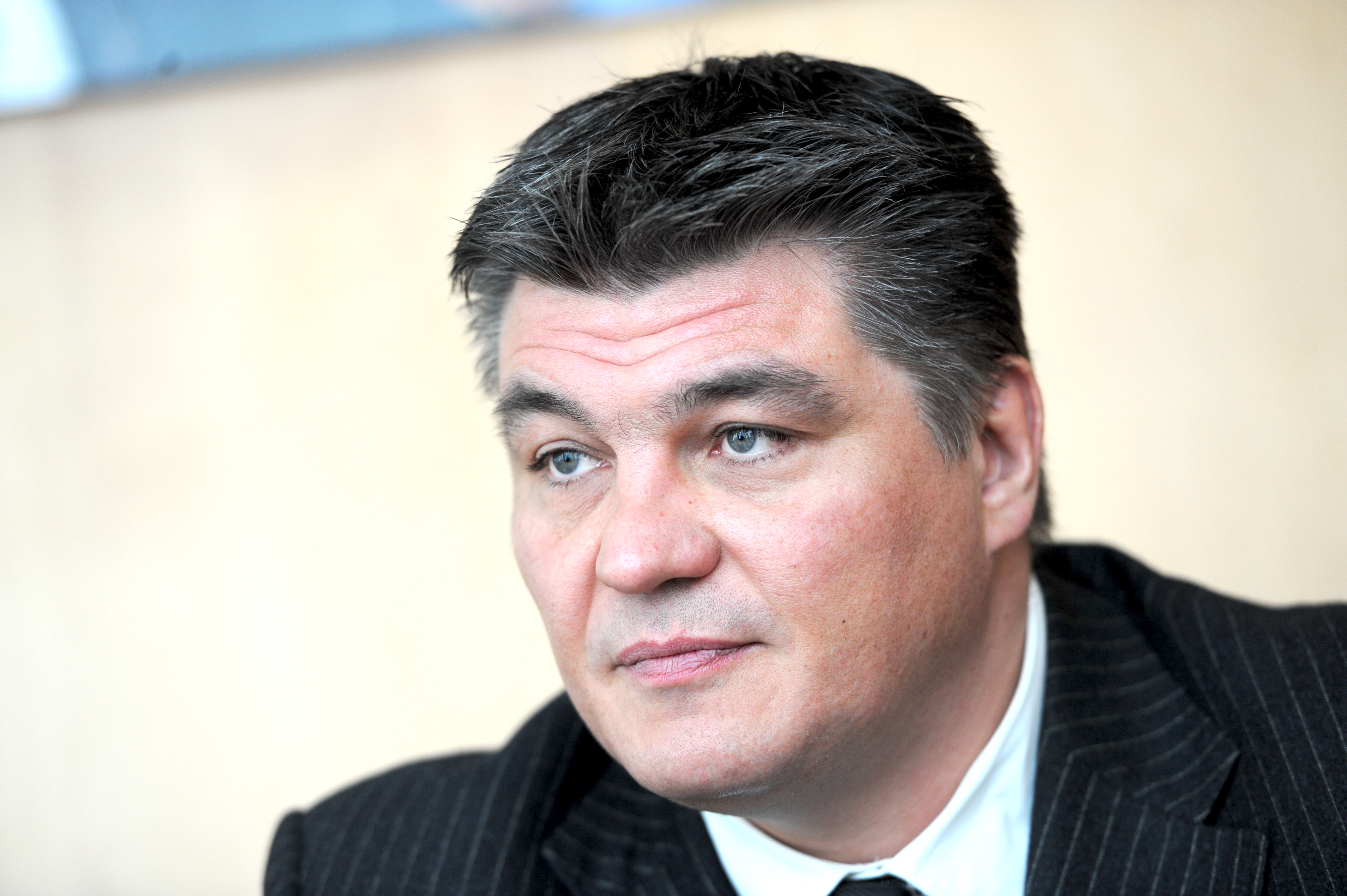
David Douillet, ministre des Sports, le 13 mars 2012 à Paris.

Le 26 septembre 2011, il est nommé ministre des Sports en remplacement de Chantal Jouanno, démissionnaire pour siéger au Sénat,. Il conserve son poste jusqu'à la démission du gouvernement de François Fillon, le 10 mai 2012.
Le 17 juin 2012, il est réélu député de la 12e circonscription des Yvelines. Le 10 octobre 2012, il annonce qu'il soutient François Fillon lors du congrès pour la présidence de l'UMP.
Le 11 avril 2014, un peu moins de 3 semaines après l'élection du nouveau maire de Poissy, David Douillet, qui était sur sa liste, a décidé de démissionner de son mandat de conseiller municipal.
Le 9 décembre 2014, Nicolas Sarkozy, élu président de l'UMP, le nomme délégué général de l'UMP puis Les Républicains, chargé des nouveaux adhérents.
Le 27 octobre 2015, il devient secrétaire départemental des Républicains des Yvelines, à la place de Jean-François Raynal, après avoir été nommé par Nicolas Sarkozy, le président du parti.
Il figure en deuxième place de la liste yvelinoise Les Républicains-UDI-MoDem conduite par Valérie Pécresse, dont la chef de file régionale est également Valérie Pécresse, lors de l'élection régionale de 2015 en Île-de-France. Il devient vice-président de la région Île-de-France chargé des actions internationales et du tourisme, fonction dont il démissionne le 7 juillet 2016.
Le 8 janvier 2016, il devient secrétaire général adjoint des Républicains, toujours chargé des adhésions.
Début février 2016, il est élu président de la fédération Les Républicains des Yvelines, succédant à Valérie Pécresse.
Il soutient Nicolas Sarkozy pour la primaire présidentielle des Républicains de 2016. Dans le cadre de sa campagne, il est nommé avec plusieurs personnalités conseiller politique.
En 2017, lors de l'entre-deux tours de l'élection présidentielle, David Douillet signe en compagnie d'autres personnalités du monde sportif une tribune appelant à soutenir le candidat d'En marche ! Emmanuel Macron face à Marine Le Pen « pour que le sport demeure un espace de liberté, d’égalité et de fraternité ».
Candidat à sa réélection lors des élections législatives de 2017, il est battu par Florence Granjus, investie par La République en marche. Il annonce par voie de presse son retrait de la vie politique en 2021 lorsque prendra fin son mandat de conseiller régional d'Île-de-France.

### Polémique
En 2009, à l'occasion de son arrivée en politique, plusieurs médias relèvent des propos sexistes et homophobes dans les livres qu'il a publiés en 1998, 2000 et 2003. En février 2013, pendant le débat sur le projet de loi sur le mariage des couples de même sexe à l'Assemblée nationale, auquel il s'oppose, Christiane Taubira rappelle et lit ses propos controversés.
En 2014, David Douillet attribue 2 000 € dans le cadre du budget de sa réserve parlementaire, à l'association Le Refuge qui offre un hébergement temporaire à de jeunes homosexuels majeurs victimes d'homophobie.
Dans son autobiographie, parue en 1998, L'âme du conquérant, David Douillet justifie sur trois pages ce qu'il appelle sa « misogynie rationnelle ». Le journal Le Monde rappelle dans un article paru peu après son élection comme député des Yvelines les propos contenus dans le livre : « Pour l'équilibre des enfants, je pense que la femme est mieux au foyer. C'est la mère qui a dans ses gènes, dans son instinct, cette faculté originelle d'élever des enfants. Si Dieu a donné le don de procréation aux femmes, ce n'est pas par hasard », poursuit-il. « De fait, cette femme-là, quand elle a une activité professionnelle externe, pour des raisons de choix ou de nécessité, elle ne peut plus jouer ce rôle d'accompagnement essentiel. (…) Je considère que ce noyau est déstructuré. Les fondements sur lesquels étaient bâtie l'humanité, l'éducation en particulier, sont en partie ébranlés. (…) On dit que je suis misogyne. Mais tous les hommes le sont. Sauf les tapettes ! ». Ces propos avaient déjà provoqué une polémique à la parution du livre, l'intéressé s'était défendu en disant seulement viser « les hommes qui ne s'assument pas »,.

### Déclaration de patrimoine
Le 15 janvier 2018, la Haute Autorité pour la transparence de la vie publique saisit la Justice à propos de sa déclaration de patrimoine de fin de mandat, en 2017, en raison d’un « doute sérieux » lié à « l’omission d’une partie substantielle de son patrimoine ». Des sources proches du dossier détaillent qu’il y aurait eu sous-évaluation de différents éléments du patrimoine de l’ancien ministre des Sports.

### Monde viticole
De 2015 à 2018, il s'engage dans la viticulture en tant qu'administrateur au domaine Chanzy, situé dans l'appellation Bouzeron (AOC) (village de Bouzeron en Saône-et-Loire, dans la région de la Bourgogne). C'est un passionné de vin.

## Vie privée
David Douillet a vécu dans le petit village d'Ernemont-sur-Buchy.
Il a un fils, Jérémie, joueur professionnel de basket-ball, né en 1991, une fille nommée Myriam née en 1994 et mariée au joueur de rugby Saia Tanginoa et un troisième enfant, un garçon, Matteo (né en 1998), avec sa première épouse, Valérie Rouault, qu'il a finalement épousée en 2001 et dont il divorce en mars 2016.
Depuis 2014, il vit avec Vanessa Carrara, hypnothérapeute et ex-conseillère municipale de la ville de Bourg-en-Bresse. Déjà mère de deux enfants nés d'une précédente union, il est annoncé en mai 2016, qu'elle attend un troisième enfant. Le 17 septembre 2016, Vanessa donne naissance à leur premier enfant, une fille prénommée Blanche. Le 19 août 2017, ils se marient à la mairie de Certines, dans l'Ain.

## Distinctions et palmarès

### Championnats et Jeux olympiques
| Année | Compétition                       | Lieu            | Résultat | Catégorie         |
| ----- | --------------------------------- | --------------- | -------- | ----------------- |
| 1989  | Championnats d'Europe juniors     | Athènes         | 3e       | Plus de 95 kg     |
| 1990  | Championnats d'Europe par équipes | Dubrovnik       | 2e       | Plus de 95 kg     |
| 1991  | Championnats d'Europe             | Prague          | 3e       | Plus de 95 kg     |
| 1991  | Championnats du monde militaires  | Nîmes           | 2e       | Plus de 95 kg     |
| 1991  | Championnats du monde militaires  | Nîmes           | 2e       | Toutes catégories |
| 1992  | Championnats d'Europe             | Paris           | 3e       | Plus de 95 kg     |
| 1992  | Jeux olympiques                   | Barcelone       | 3e       | Plus de 95 kg     |
| 1993  | Championnats d'Europe             | Athènes         | 2e       | Plus de 95 kg     |
| 1993  | Championnats du monde             | Hamilton        | 1er      | Plus de 95 kg     |
| 1993  | Championnats d'Europe par équipes | Francfort       | 1er      | Plus de 95 kg     |
| 1994  | Championnats d'Europe             | Gdansk          | 1er      | Plus de 95 kg     |
| 1994  | Coupe du monde par équipes        | Paris           | 1er      | Plus de 95 kg     |
| 1994  | Jeux de la francophonie           | Bondoufle/Paris | 1er      | Plus de 95 kg     |
| 1995  | Championnats du monde             | Chiba           | 1er      | Plus de 95 kg     |
| 1995  | Championnats du monde             | Chiba           | 1er      | Toutes catégories |
| 1996  | Jeux olympiques                   | Atlanta         | 1er      | Plus de 95 kg     |
| 1997  | Jeux méditerranéens               | Bari            | 1er      | Plus de 95 kg     |
| 1997  | Championnats du monde             | Paris           | 1er      | Plus de 95 kg     |
| 1999  | Championnats d'Europe             | Bratislava      | 7e       | Toutes catégories |
| 2000  | Jeux olympiques                   | Sydney          | 1er      | Plus de 100 kg    |

### Autres
- Grade : Ceinture blanche et rouge
  - 7e DAN le 1er décembre 2009[78],
  - 8e DAN le 19 novembre 2019[79].
- En club
  -  Champion d'Europe par équipe avec le PSG Judo en 1995.
- Divers
  -  2 podiums au Tournoi de Paris (3e en 1993, 2e en 1995).
- Championnats de France
  -  2 titres de champion de France seniors, en 1991 et 1992.
  -  2 fois troisième au champion de France seniors, en 1988 et 1990.
  -  1 titre de champion de France juniors, en 1988.

### Décorations
- Chevalier de la Légion d'honneur (1996)[80].
- Officier de l'ordre national du Mérite (2000)[81].
- Nommé ambassadeur pour la jeunesse auprès de l'UNESCO en 2001[30]
- Désigné Champion des champions français par le quotidien sportif français L'Équipe en 1995 et 2000 (2e en 1996)
- Prix Henry Deutsch de la Meurthe de l'Académie des Sports en 1995
- Grand Prix olympique de l’Académie des sports en 1996
- Grand Prix de l’Académie des sports – Prix Serge Kampf en 2000
- Désigné meilleur judoka de l'histoire par Fédération internationale de judo (FIJ) en 2011[82]

## Publications
De ou avec David Douillet :
- L'âme du conquérant, Robert Laffont, 1998[83].
- JUDO. David Douillet, de Michel Birot, Édition du sport, 2000.
- 110 % : 18 clés pour devenir un champion de la vie, J'ai lu, 2001.
- Ce si gentil David Douillet, de Arnaud Ramsay, Édition du Moment, 2011.
- Notre Grande Famille : Histoire d'une tribu recomposée, de David et Valérie Douillet, Éditions Michel Lafon